# Смертельні перегони-3: Пекло
Смертельні перегони-3: Пекло — американський науково-фантастичний бойовик 2013 року режисера Роела Рейне. Це третя частина серії фільмів «Смертельні перегони», яка розгортається між подіями «Смертельні перегони 2: Франкенштейн живий» (2010) і «Смертельні перегони» (2008). Фільм вийшов на відео в січні 2013 року.

## Про фільм
Злочинцеві Карлу Лукасу, відомому як Франкенштейн, роблять пластичну операцію з відновлення лиця. Страшні опіки змінюються незначними шрамами, однак він не знімає маску, і команда не здогадується, хто ховається під нею. Тим часом мільйонер Найл збирається організувати шоу «Смертельна гонка»; для цього викуповує компанію Вейланда. Він розуміє, що без Лукаса грандіозна вистава буде не такою яскравою і тому привертає Карла до нової авантюри.
Найлс ставить Лукасу незвичайну умову: в разі перемоги він помре, у випадку програшу — залишиться жити. Під час бійки Карл втрачає маску, і тепер всі учасники команди знають, хто ж цей загадковий незнайомець. Починається гонка по пустелі, під час якої гонщики гинуть один за іншим. Однак Карл завзято пробивається до фінішу. За мить до мети Лукас тисне на гальма і врізається в тунель, який веде до рубки, де сидить господар Найлс Йорк.

## Знімались
| Актор           | Роль          |
| --------------- | ------------- |
| Люк Госс        | Карл Лукас    |
| Таніт Фенікс    | Катріна       |
| Денні Трехо     | Голдберг      |
| Вінг Реймс      | Вейланд       |
| Дугрей Скотт    | Нільс Йорк    |
| Фредерік Кеглер | Лістс         |
| Робін Шу        | 14К           |
| Хлубі Мбойя     | Дьяболо       |
| Роксан Гейворд  | Пруденс       |
| Джеремі Кратчлі | Психо         |
| Чарлбі Дін      | Каламіті Джей |
| Таня ван Граан  | Ембер         |